# Scoop (Journalismus)

Eine Jahrhundert-Meldung: Der Archäologe Heinrich Schliemann schreibt in einem Bericht aus Troja vom 17. Juli 1873 exklusiv in der „Augsburger Allgemeinen“, er habe den Schatz des Priamos gefunden

Scoop (englisch to scoop, „ausschöpfen, abräumen“; in der Schweiz: Primeur) bezeichnet in der Sprache der Medienschaffenden eine Exklusivmeldung, also eine Nachricht, die ein Medium früher als andere Medien verbreitet. Scoops sind dementsprechend das Ergebnis eigener Recherchen oder resultieren aus den Tipps von Informanten.
Scoops steigern das Ansehen eines Mediums, da andere Medien – so sie denn die Nachricht ebenfalls verbreiten möchten – sich aufgrund der Exklusivität notgedrungen auf die zuerst veröffentlichte Meldung und das verbreitende Medium beziehen müssen. Auch innerhalb der Redaktion erhält ein Redakteur für einen von ihm recherchierten Scoop, der von vielen anderen Medien übernommen wird, Anerkennung.
Der Schriftsteller Erwin Rosen, der 1898 als Reporter beim San Francisco Examiner volontierte, erklärte seinen deutschen Lesern folgendermaßen, was ein Scoop ist:
„Scoop heißt wörtlich eine große Schaufel. To scoop in bedeutet einheimsen, einschaufeln, einsacken, und im übertragenen Sinne will der spöttische Zeitungsausdruck besagen: Daß man eine hochwichtige Neuigkeit ganz für sich allein, ganz zuallererst eingeheimst, eingeschaufelt hat, während die betrübte Konkurrenz wehmütig dasteht und den kahlen Boden vierundzwanzig Stunden später nach schäbigen Resten absucht.“
Um die Jahrhundertwende vom 19. zum 20. Jahrhundert wurde für einen Scoop auch der Begriff Solokarpfen gebraucht, wie Egon Erwin Kisch in seinem Buch „Marktplatz der Sensationen“ berichtet.
Die Jagd nach vermeintlichen Scoops ist einer der Gründe, wenn Nachrichten so zugespitzt oder zum Teil erfunden werden, dass sie wie ein Scoop aussehen. In diesem Fall handelt es sich um eine Falschmeldung (eine sogenannte Ente).
Die Definition der Exklusivität eines Scoops kann jedoch hinterfragt werden. Eine Nachricht kann zum Beispiel heute ein Scoop in Indien sein und erst zwei Jahre später in Europa. Von der Rezipientenseite her betrachtet kann argumentiert werden, dass für den Medienkonsumenten im Grunde jede wichtige Nachricht ein Scoop ist, die für ihn persönlich eine Neuigkeit darstellt; das heißt, „Scoop“ ist keineswegs ein absoluter Status, sondern hängt immer vom jeweiligen Informationsstand des Empfängers ab.

## Andere Verwendungen des Begriffs
Auch in der Wissenschaft spricht man von Scoops, wenn Wissenschaftlern eine Aufsehen erregende Entdeckung gelingt. „To scoop“ wird im Englischen auch als Verb gebraucht im Sinne von „den anderen zuvorkommen“. 
Scoop war auch der Name eines EU-Programms zur Lebensmittelsicherheit.

## Scoop im Film
Als Satire auf die Sensationsgier mancher Journalisten drehte der US-amerikanische Regisseur und Schauspieler Woody Allen den Film Scoop – Der Knüller.